# Kayle Browning
Kayle Browning (Conway, 9 de julho de 1992) é uma atiradora esportiva estadunidense, medalhista olímpica.

## Carreira
Browning participou dos Jogos Olímpicos de Verão de 2020 em Tóquio, onde participou da prova de fossa olímpica, conquistando a medalha de prata após totalizar 42 pontos.